# Споменица крунисања краљице Елизабете друге
Споменица крунисања краљице Елизабете друге (енгл. Queen Elizabeth II Coronation Medal) је комеморативна медаља основана Одлуком Владе Уједињеног Краљевства од 30. априла 1953. године поводом предстојећег крунисања Елизабета II, које је извршено 2. јуна исте године у Вестминстерској опатији у Лондону. Медаља се додељивала домаћим и иностраним личностима широм Уједињеног Краљевства и земаља Комонвелта, као и члановима званичних делегација на свечаности Крунисања. Хијерархијски медаља има предност у односу на друге медаље додељене за ефикасност у служби или за дугогодишњу службу

## Опис
Сребрна кружна медаља, која у аверсу носи рељефни лик краљице Елизабете Друге са круном на глави, профила окренутог у лево (хералдички); му реверсу је крунисани иницијал EIIR (Elisabetta II Regina) окружен натписом QUEEN ELIZABETH II CROWNED 2nd JUNE 1953 (Краљица Елизабета Друга крунисана 2. јуна 1953). Медаља се носи о траци црвене боје, са две тамноплаве пруге у центру и са белим ивицама, укупне ширине 32 mm, на левој страни груди.